# Thor (satélite)
Thor  (anteriormente conhecido como Marcopolo) é uma família de satélites projetados, lançados e testados pela Hughes Space and Communications (agora parte da Boeing Satellite Systems) para a British Satellite Broadcasting (BSB), e foram usados para o Serviço de Transmissão  direto para a Grã-Bretanha. Thor é de propriedade da Telenor. Marcopolo I had the Hughes designation HS376.

## Satélites
| Satélite | Fabricante                   | Data do lançamento      | Veículo de lançamento | Estado  | Nota                                      |
| -------- | ---------------------------- | ----------------------- | --------------------- | ------- | ----------------------------------------- |
| Thor 1   | Hughes                       | 18 de agosto de 1990    | Delta-6925            | Inativo | Também conhecido por Marco Polo 2 e BSB 2 |
| Thor 2   | Hughes                       | 21 de maio de 1997      | Delta-7926            | Inativo |                                           |
| Thor 3   | Hughes                       | 09 de julho de 1998     | Delta-7929            | Ativo   |                                           |
| Thor 5   | Orbital Sciences Corporation | 11 de fevereiro de 2008 | Proton-M/Briz-M       | Ativo   | Anteriormente conhecido por Thor 2R       |
| Thor 6   | Thales Alenia Space          | 29 de outubro de 2009   | Ariane 5 ECA          | Ativo   | Também conhecido por Intelsat 1W          |
| Thor 7   | Space Systems/Loral          | 26 de abril de 2015     | Ariane 5 ECA          | Ativo   |                                           |